# Championnat d'Europe de baseball 1997
Navigation
Édition précédente Édition suivante
Le championnat d'Europe de baseball 1997, vingt-cinquième édition du championnat d'Europe de baseball, a eu lieu du 30 août au 7 septembre 1997 à Paris, en France. Il a été remporté par l'équipe d'Italie.